# 米田武八郎
米田 武八郎（よねだ ぶはちろう、1852年10月13日（嘉永5年9月1日）- 1919年（大正8年）5月15日）は、明治から大正前期の銀行家、政治家。衆議院議員、広島県会議長。

## 経歴
備後国三谿郡、のちの広島県三谿郡吉舎村（双三郡吉舎村、吉舎町を経て現三次市）で、米田為三郎の長男として生れた。国学、漢学を修めた。1875年（明治8年）11月、家督を相続した。
副戸長、郡書記、町村連合会議員、同議長、広島県会議員、同常置委員、同議長、双三郡会議員、同議長、同参事会員、徴兵参事員、地方衛生会委員、広島県農会議長、双三郡教育会長、所得調査会長などを務めた。
1904年（明治37年）3月、第9回衆議院議員総選挙（広島県郡部、無所属）で当選し、衆議院議員に1期在任した。
また、1900年（明治33年）塚原牧場の設立に尽力し、晩年に双三貯蓄銀行頭取を務めた。